# ماناکانا ، تساراتانانا
ماناکانا (به لاتین: Manakana) یک منطقهٔ مسکونی در ماداگاسکار است که در تساراتانانا (بخش) واقع شده‌است.
 ماناکانا  ۸٬۰۰۰ نفر جمعیت دارد و ۸۰۶ متر بالاتر از سطح دریا واقع شده‌است.